# Ottolenghi (cognome)
Ottolenghi è un cognome di lingua italiana.

## Varianti
Il cognome non presenta varianti.

## Origine e diffusione
Il cognome è di origine ebraica presente in Lombardia.
Potrebbe derivare dal toponimo tedesco Ettlingen, da cui giunsero a cavallo tra il XV e il XVI secolo numerosi ebrei in fuga dalle persecuzioni.

## Persone
- Carlo Ottolenghi (1879-1945) – dirigente d'azienda italiano
- Franco Ottolenghi (1936-2024) – giornalista e saggista italiano
- Giuseppe Ottolenghi (1838-1904) – generale, senatore e ministro italiano
- Marta Minerbi Ottolenghi (1895-1974) – insegnante e scrittrice italiana
- Massimo Ottolenghi (1915-2016) – antifascista, avvocato e scrittore italiano
- Salvatore Ottolenghi (1861-1934) – medico e scienziato italiano